# Cantó de La Chèze
El cantó de La Chèze (bretó Kanton Kez) és una divisió administrativa francesa situat al departament de Costes del Nord a la regió de Bretanya.

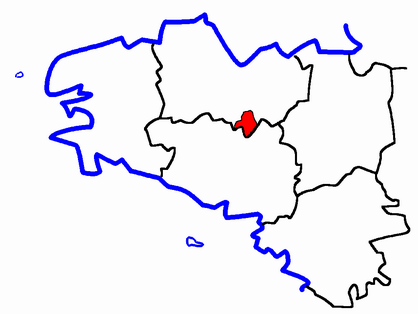
Situació del cantó

## Composició
El cantó aplega 9 comunes :
| Nom bretó              | Nom francès                    | Nom gal·ló |
| Ar C'hembod            | Le Cambout                     | Le Canbót  |
| Kez                    | La Chèze                       |            |
| Koedlogon              | Coëtlogon                      | Codlagon   |
| Kerhouarn              | La Ferrière                    | La Ferierr |
| Plezeved               | Plémet                         | Plémaèu    |
| Pluvaeg                | Plumieux                       | Ploemioec  |
| Perenezeg              | La Prénessaye                  | --         |
| Sant-Barnev            | Saint-Barnabé                  | --         |
| Sant-Stefan-ar-Roudouz | Saint-Étienne-du-Gué-de-l'Isle | --         |

## Història
| Data d'elecció                           | Identitat          | Partit | Qualitat             |
| ---------------------------------------- | ------------------ | ------ | -------------------- |
| març 2004                                | Jean-Yves Botherel | PS     | alcalde de La Chèze. |
| les dades anteriors no són pas conegudes |                    |        |                      |
|                                          |                    |        |                      |